# USAir Flight 427
USAir Flight 472 var en Boeing 737-3B7 från flygbolaget USAir (US Airways) som flög från Chicago till West Palm Beach via Pittsburgh. När planet började gå in för landning på Pittsburgh, sade tornet till planet att se upp för en Delta Airlines Boeing 727. Bara 14 kilometer norr om deras landningsbana, spann planet ur kontroll, och piloterna ropade mayday till kontrolltornet. Bara några sekunder senare störtade planet på en privat grusväg vid en äng. Alla 132 ombord dog i olyckan.